# Barwell Conservation Park
Barwell Conservation Park är en park i Australien. Den ligger i delstaten South Australia, omkring 320 kilometer nordväst om delstatshuvudstaden Adelaide. Barwell Conservation Park ligger 71 meter över havet.
Trakten runt Barwell Conservation Park är nära nog obefolkad, med mindre än två invånare per kvadratkilometer..
Trakten runt Barwell Conservation Park består till största delen av jordbruksmark. Genomsnittlig årsnederbörd är 468 millimeter. Den regnigaste månaden är juni, med i genomsnitt 98 mm nederbörd, och den torraste är oktober, med 11 mm nederbörd.